# Токсіньї-Сен-Бо
Токсіньї-Сен-Бо (фр. Tauxigny-Saint-Bauld) — муніципалітет у Франції, у регіоні Центр — Долина Луари, департамент Ендр і Луара. Токсіньї-Сен-Бо утворено 1-1-2018 шляхом злиття муніципалітетів Токсіньї i Сен-Бо. Адміністративним центром муніципалітету є Токсіньї. Населення — 1693 особи (01.01.2021).